# Словаччина в Європейському Союзі
Відносини між Словацькою Республікою та Європейським Союзом — це вертикальні відносини за участю наднаціональної організації та однієї з її держав-членів. Європейський Союз залишається пріоритетом словацької дипломатії.

## Історія
Словенія приєдналася до першої групи країн і закрила переговори на Європейській раді в Копенгагені 13 і 14 грудня 2002 року. Вона підписала Договір про приєднання 16 квітня 2003 року в Атенах і ратифікувала його під час референдуму 16 і 17 травня 2003 року. Членство Словаччини набуло чинности 1 травня 2004 року.

## Позиціонування
Словаччина ратифікувала Лісабонський договір 10 квітня 2008 року (103 голосами проти 5).
Словаччина підтримує, зокрема, продовження Європейської політики сусідства та бажає брати активну участь у СЗПБ та ЄПБО. Ця держава є уважною до конкретних аспектів політики Європейського Союзу: європейський бюджет, свобода пересування людей, економіка знань, культура та освіта, енергетика тощо.